# Princeton North
Princeton North és una concentració de població designada pel cens dels Estats Units a l'estat de Nova Jersey. Segons el cens del 2000 tenia 4.528 habitants.

## Demografia
Segons el cens del 2000, Princeton North tenia 4.528 habitants, 1.778 habitatges, i 1.264 famílies. La densitat de població era de 1.079,2 habitants/km².
Dels 1.778 habitatges en un 31,4% hi vivien nens de menys de 18 anys, en un 60,9% hi vivien parelles casades, en un 8,1% dones solteres, i en un 28,9% no eren unitats familiars. En el 23,7% dels habitatges hi vivien persones soles el 10,9% de les quals corresponia a persones de 65 anys o més que vivien soles. El nombre mitjà de persones vivint en cada habitatge era de 2,55 i el nombre mitjà de persones que vivien en cada família era de 2,96.
Per edats la població es repartia de la següent manera: un 23,1% tenia menys de 18 anys, un 4,9% entre 18 i 24, un 23,7% entre 25 i 44, un 28,7% de 45 a 60 i un 19,7% 65 anys o més.
L'edat mediana era de 44 anys. Per cada 100 dones de 18 o més anys hi havia 88,1 homes.
La renda mediana per habitatge era de 92.725 $ i la renda mediana per família de 109.118 $. Els homes tenien una renda mediana de 69.063 $ mentre que les dones 40.179 $. La renda per capita de la població era de 43.903 $. Aproximadament el 3,4% de les famílies i el 6% de la població estaven per davall del llindar de pobresa.

## Poblacions més properes
El següent diagrama mostra les poblacions més properes.